# 比約恩·丹尼爾·斯維爾森
比約恩·丹尼爾·斯維爾森（1990年5月29日—）是一位冰島足球運動員。在場上的位置是中場。他現在效力於挪威足球超級聯賽球隊維京足球俱樂部。他也代表冰島國家足球隊參賽。